# Lisa Ek
Lisa Ek (15 settembre 1982) è un'ex calciatrice svedese, di ruolo centrocampista o attaccante.
Nella lunga sua carriera ha giocato quasi esclusivamente nel campionato svedese, dove ha collezionato un titolo di Campione di Svezia con il Rosengård e due Coppe nazionali con il Kopparbergs/Göteborg, prima di concludere la carriera in Italia, nella neoistituita Fiorentina, coronando un sogno che aveva fin da piccola.

## Carriera

### Club
Lisa Ek ha passato la maggior parte della sua carriera nelle file del Kopparbergs/Göteborg, vincendo per due volte la Svenska Cupen. Nel luglio 2012 ha accettato la proposta del LdB Malmö e dopo sette anni ha lasciato Göteborg. Nel settembre 2012 è stata vittima di un serio infortunio al legamento crociato anteriore, che l'ha tenuta lontana dai campi di gioco per sei mesi. A Malmö ha giocato per altre due stagioni, vincendo la Damallsvenskan nel 2014, con la squadra che intanto aveva cambiato denominazione in FC Rosengård. Nel 2014 è tornata a vestire la maglia del Kopparbergs/Göteborg, per poi lasciare la Svezia nell'estate del 2015 per vestire la maglia viola della Fiorentina per giocare per la prima volta in carriera in un campionato estero, quello italiano, in Serie A.
Durante la stagione 2015-2016 Ek viene impiegata dal tecnico Sauro Fattori con costanza, contribuendo a conquistare il terzo posto in classifica a fine campionato, giocando 21 dei 22 incontri in calendario e siglando la sua prima rete il 7 maggio 2016, alla 20ª giornata, quella del parziale 2-0 sul Südtirol, partita poi terminata 4-3 per la Fiorentina.

### Nazionale
Lisa Ek viene convocata dalla Federazione calcistica della Svezia (Svenska Fotbollförbundet - SvFF) per vestire la maglia della nazionale svedese Under-18 che partecipa alle fasi eliminatorie del campionato europeo di categoria di Francia 2000. Fa il suo debutto nel torneo il 15 maggio 2000, nell'incontro vinto sulle pari età della Repubblica Ceca.
Ek in seguito gioca nelle formazioni nazionale svedese Under-19 e nazionale svedese Under-23 totalizzando complessivamente 4 presenze e una rete nella prima e 10 con una rete nella seconda.

## Palmarès
- Campionato svedese: 1

Rosengård: 2014
- Coppa di Svezia: 2

Kopparbergs/Göteborg: 2011, 2012